# Bocholtz
Bocholtz (Bockholt, Bockholdt, Bocholdz, Bucholtz, Buchholtz) är en adelsätt från Niederrhein tillhörande den tyska adeln, varur flera förgreningar fortlever.
Bocholtz säte var ursprungligen borgen Bocholts i Lobberich, idag ett distrikt Nettetal i Kreis Viersen.
Vapen
Blasonering: En grön sköld med tre (2, 1) leopardhuvuden i silver med fladdrande rödatungor. På hjälmen en krona med en svan i silver.

## Historia
Wibracht de Bocholte var en av de första företrädarna för ätten som framträdde i urkunder från 1127 och 1131. Han var en minister och länsman av grevskapet Geldern. Den obrutna släktlinjen börjar på 1300-talet.
Två förgreningar bildades tidigt, vilka huvudsakligen var bosatta i områden i Niederrhein. En gren behöll sätesborgen Bocholtz fram till 1700-talet och bildade förgreningarna till Waldniel, Lüttelforst, Busch och Ingenraed nära Wachtendonk. Till den andra grenarna hörde de till borgen Ingenhoven i Nettetal, Lobberich, Broeck, Horst och Tongerlo. Huvudgrenen från Bocholtz till Ingenhoven slöts på 1700-talet. Likaså förgreningarna till Broeck och Orey.
Reinhard von Bocholtz från grenen till Ingenhoven var abbot i Corvey kloster 1555 till 1585. År 1575 gifte sig Dietrich von Bocholtz från ätten till Ingenhoven med Elisabeth von Hörde, arvtagare till slottet Störmede. Denna förening förde Bocholtz till Westfalen. Under 1700-talet tillföll ytterligare egendomar denna gren, inklusive Alme bei Brilon genom äktenskap med arvtagaren till ätten von Meschede. Från 1687 till 1820 ägdes slottet Henneckenrode nära Hildesheim av ätten.
Efter att arvdottern till den västfalska grenen Asseburg hade anslutits 1793, tillkom också hennes gods Hinnenburg nära Brakel och Wallhausen am Kyffhäuser; sedan 1803 grevlig kallad von Bocholtz-Asseburg.
Sönerna till Greve Theodor Werner von Bocholtz zu Alme, vilka upphöjdes till preussisk värdighet 1803, hade under lång tid använt titeln Greve med sedvanerätt. De bildade ytterligare två ättegrenar. Den äldre på Alme hette Bocholtz-Meschede och den yngre på Hinnenburg hette Bocholtz-Asseburg.
Sätesgårdar inom ätten
Medlemmar av ätten har haft ett omfattande innehav av gods. De mest framträdande är:
- Bocholt borg
- Ingenhoven borg
- Störmede slott
- Alme slott
- Helfenberg (Unterhelfenberg)
- Henneckenrode slott
- Hinnenburg slott

### Baltiska ätten
Bocholdz i Baltikum nämndes först i en urkund från cirka 1464 vari Johann Bockholt, som var medlem av den Tyska orden i Kurland, förlänades Fegen och Kurmahlen. Med säkerhet kan ätten fastställas med Johann Bucholt, som år 1523 förlänades Asweden och Paddern.
Det finns dock inget med säkerhet fastställt släktskap med ätten Bocholtz från Niederrhein, beläget i västra delen av Nordrhein-Westfalen, eller med Heinrich von Buchholtz (1749-1811) bosatt i Warszawa, som adlades i Preussen 1784, eller med Joachim Dietrich Buchholz, som introducerades till den preussiska adeln år 1835, och andra adelsätter med lika namn. Avgränsningen mellan ätten och andra baltiska namnen är ibland svår och kontroversiell.

### Danska grenen
Johan Bockholt (f 1537) var gift med Lisbet Johansdatter av Klingstrup i uradelsätten Urne av Klingstrup., men troligen barnlös och testamenterade därför sina egendomar i Danmark och Island till Hans von Bucholtz till Helfenberg. Hans von Buchholz hade uppfört ett slott i byn Finkenbach kallad Unterhelfenberg. Förmodligen var de bröder och därmed kan det antas att Johan var en son till Johann von Bucholtz till Helfenberg.
Elisabet Borckholt (1540–1611), gift i Marstrand med borgmästare Torgier Torgiersson Bruhn (1545–1597), kan ha varit en syster till Johan Bockholt, baserat på att hennes härkomst varit stor enligt ett bördsbrev antecknat i en dom av Uddevalla rådhusrätt.

### Buchholz i Svenska Pommern
Bröderna Gottfried Christoph och Joachim Christoph von Buchholz var godsägare i svenska-Pommern och erhöll ett adelsbrev den 24 februari 1787. Grunden för adelskapet baserades på ett arv av godsegendomar. De bar en grön vapensköld med ett bokträd i silver i likhet med vapnet för staden Bocholt i Nordrhein-Westfalen.

## Medlemmar ur släkten
- Wilhelm von Bocholtz, kanik i Münster
- Johan Bockholt (f 1537 † 1602) var två gånger länsherre över Island
- Reiner von Bocholtz († 1585), abbot vid Corvey kloster
- Arnold Udalrich von Bocholtz (cirka 1600 – före 1651), Domherr in Münster
- Temmo von Bocholtz († 1626), subdiakon och kanik
- Arnold von Bocholtz († 1632), Vice-Dominus och kanik
- Ferdinand von Bocholtz († 1669), vice-dominus och kanik i Münster
- Edmund Gottfried von Bocholtz († 1690), år 1657 befälhavare över Kommende Alden Biesen
- Ferdinand Wilhelm von Bocholtz zu Störmede und Henneckenrode († 1784), domherr in Münster und Hildesheim
- Theodor Werner von Bocholtz (1743–1822), domprost i Paderborn och kanik i olika stift
- Hermann von Bocholtz-Asseburg (1770–1849), tysk fideikommissarie och parlamentariker
- Dieterich von Bocholtz (1797–1861), herre till Niesen och Alme
- Diederich von Bocholtz-Asseburg (1812–1892), medlem av det preussiska riddarhuset
- Wilhelm von Bocholtz-Meschede (1833–1890), westfalisk godsägare samt medlem av riksdagen i Nordtyska edsförbundet
- Leon Gustav Wilhelm von Buchholtz (1838–1911), tysk-baltisk godsägare och politiker

## Bilder

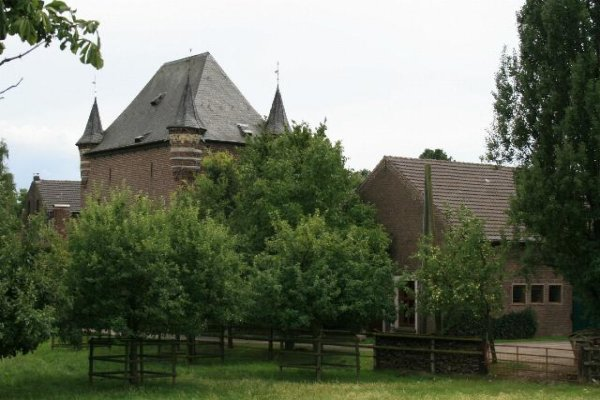
Borgen Bocholt
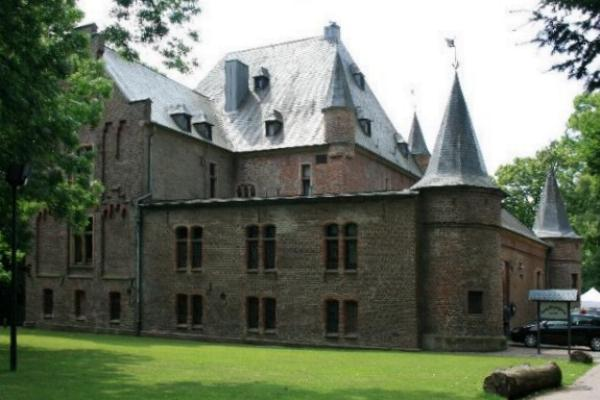
Borgen Ingenhoven
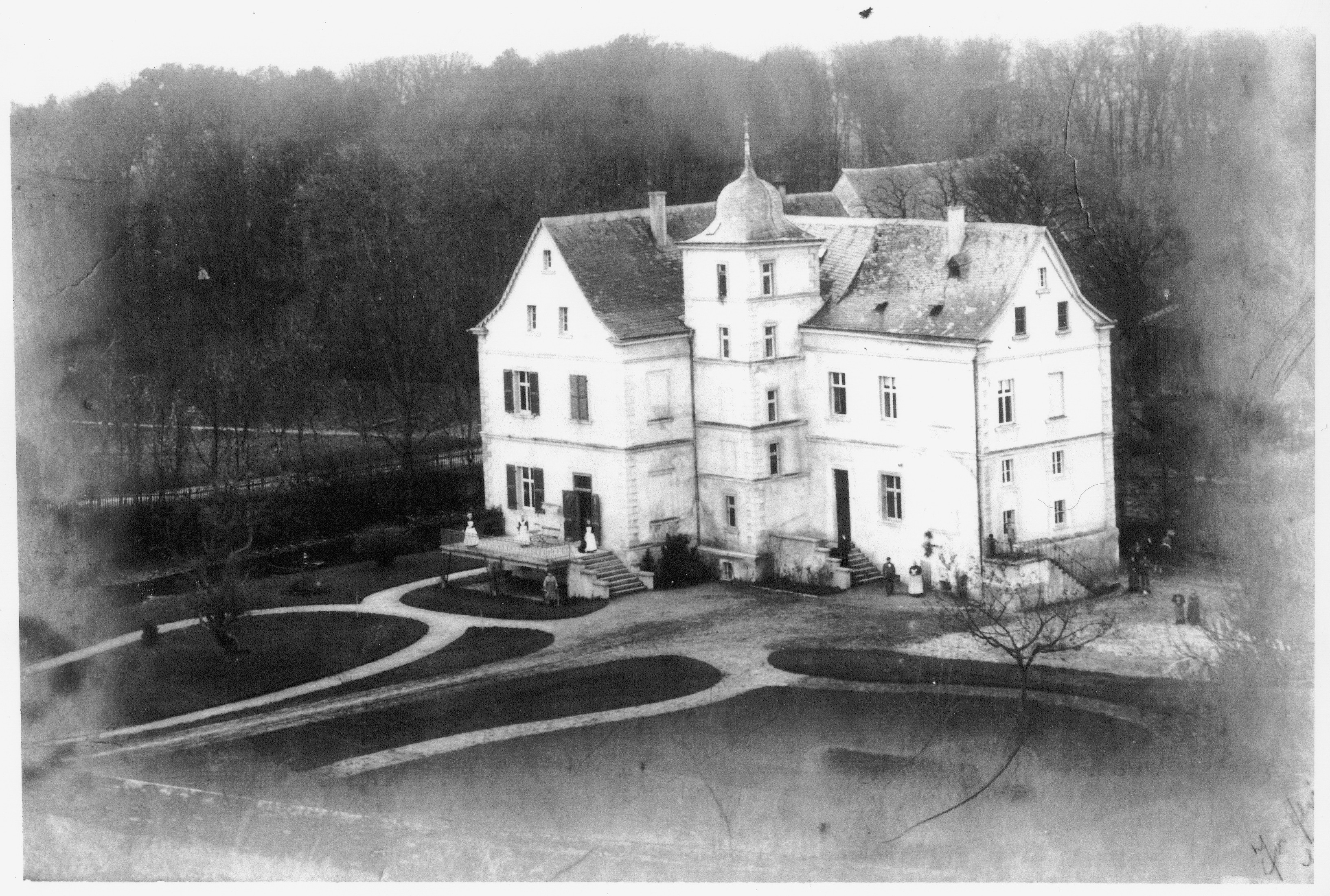
Störmede slott
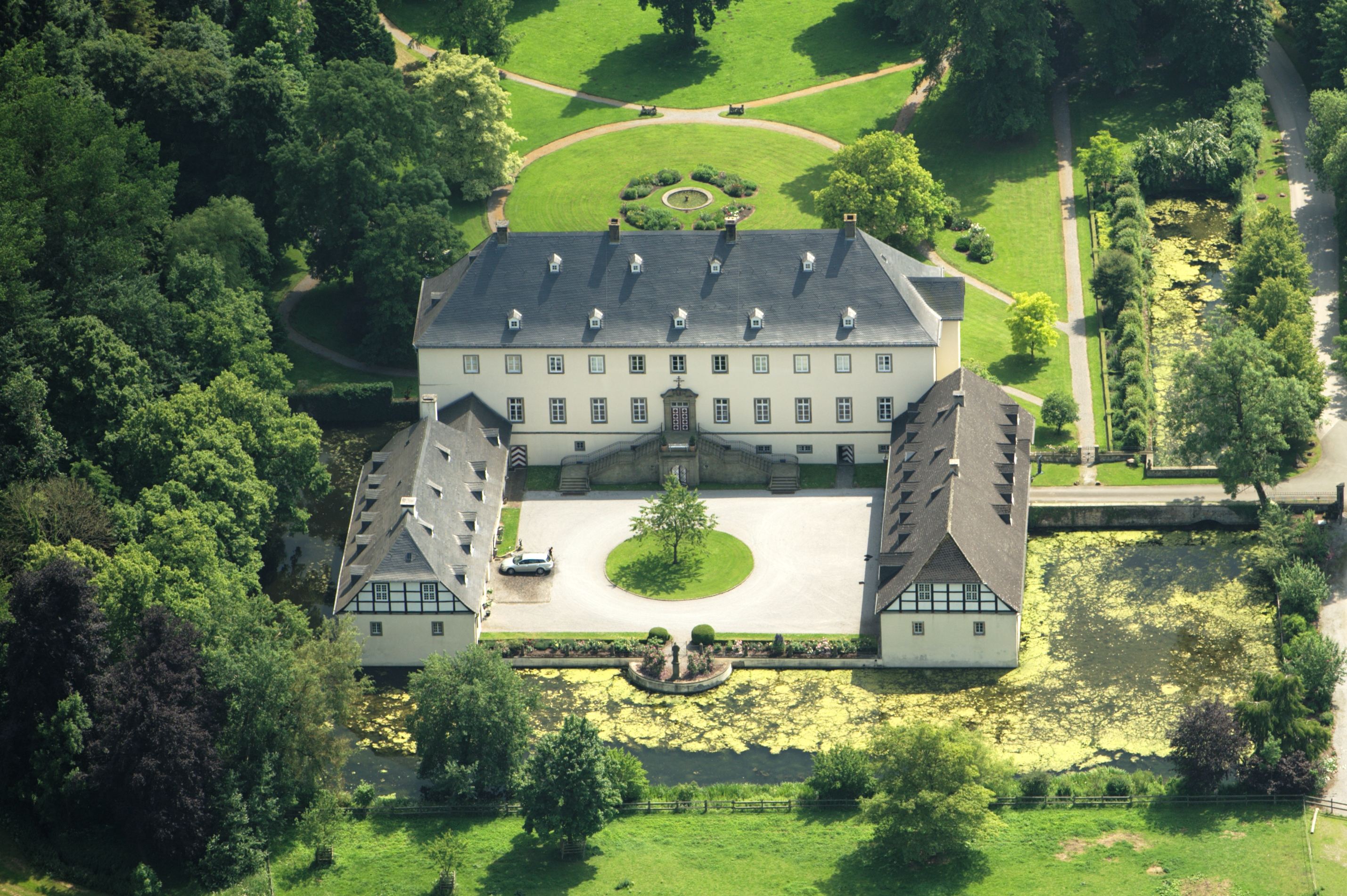
Alme slott
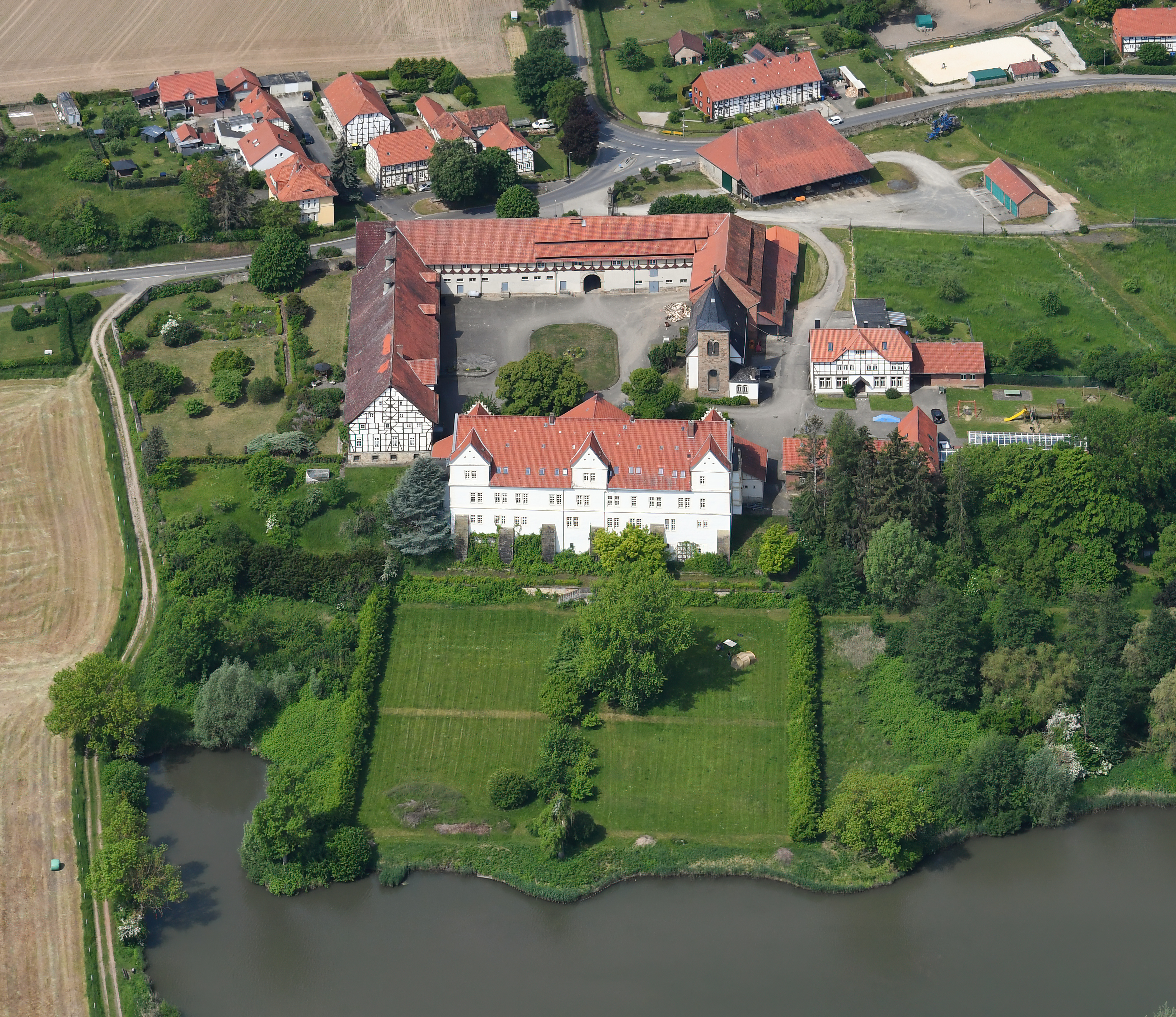
Henneckenrode slott
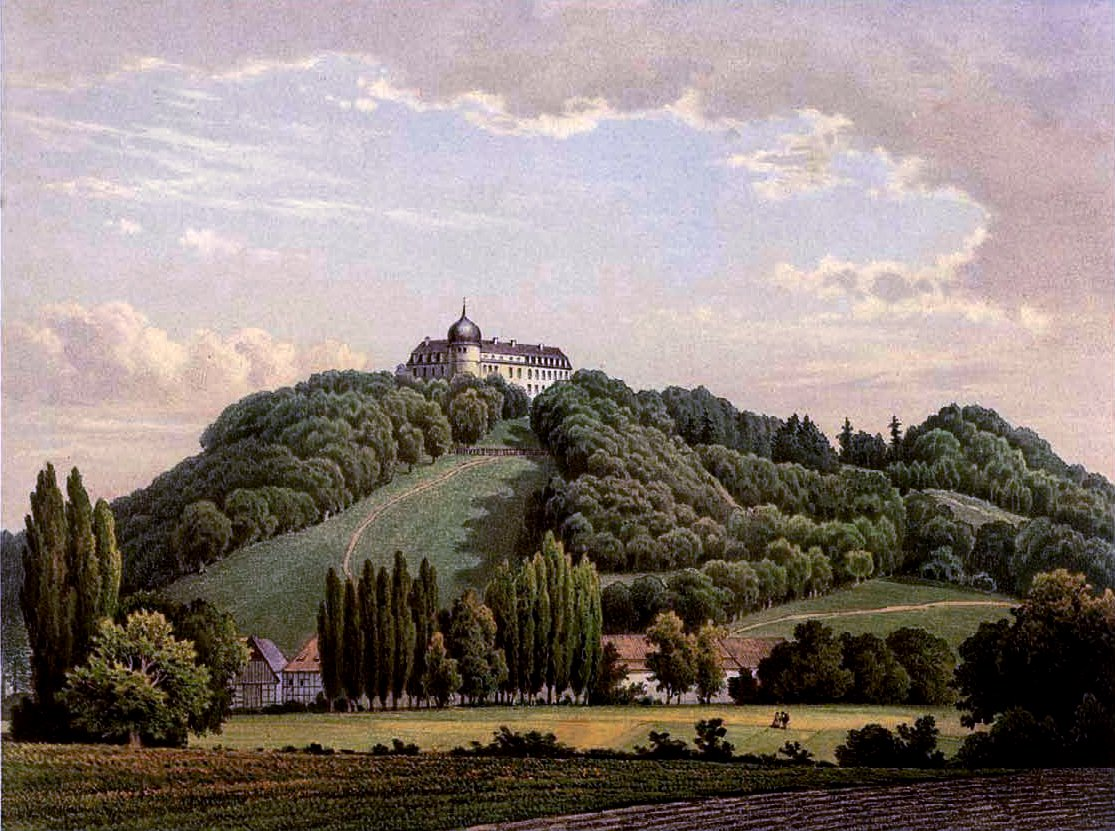
Hinnenburg slott